# Gladstone (Missouri)
Gladstone ist eine Stadt im Clay County des US-Bundesstaats Missouri. Das U.S. Census Bureau hat bei der Volkszählung 2020 eine Einwohnerzahl von 27.063 ermittelt.
Gladstone liegt in der Metropolregion Kansas City, rund 10 Minuten vom Stadtzentrum von Kansas City und vom internationalen Flughafen Kansas City entfernt.

## Demografie
Nach einer Schätzung von 2019 leben in Gladstone 27.489 Menschen. Die Bevölkerung teilt sich im selben Jahr auf in 83,6 % Weiße, 6,1 % Afroamerikaner, 0,5 % amerikanische Ureinwohner, 0,9 % Asiaten, 1,8 % Ozeanier und 5,5 % mit zwei oder mehr Ethnizitäten. Hispanics oder Latinos aller Ethnien machten 8,3 % der Bevölkerung aus. Das mittlere Haushaltseinkommen lag bei 59.018 US-Dollar, die Armutsquote bei 11,9 %.
| Jahr | Einwohner¹ |
| ---- | ---------- |
| 1960 | 14.502     |
| 1970 | 23.422     |
| 1980 | 24.990     |
| 1990 | 26.243     |
| 2000 | 26.365     |
| 2010 | 25.410     |
| 2020 | 27.063     |

¹ 1960 – 2020: Volkszählungsergebnisse